# Jean-Pierre Bertrand (Maler)

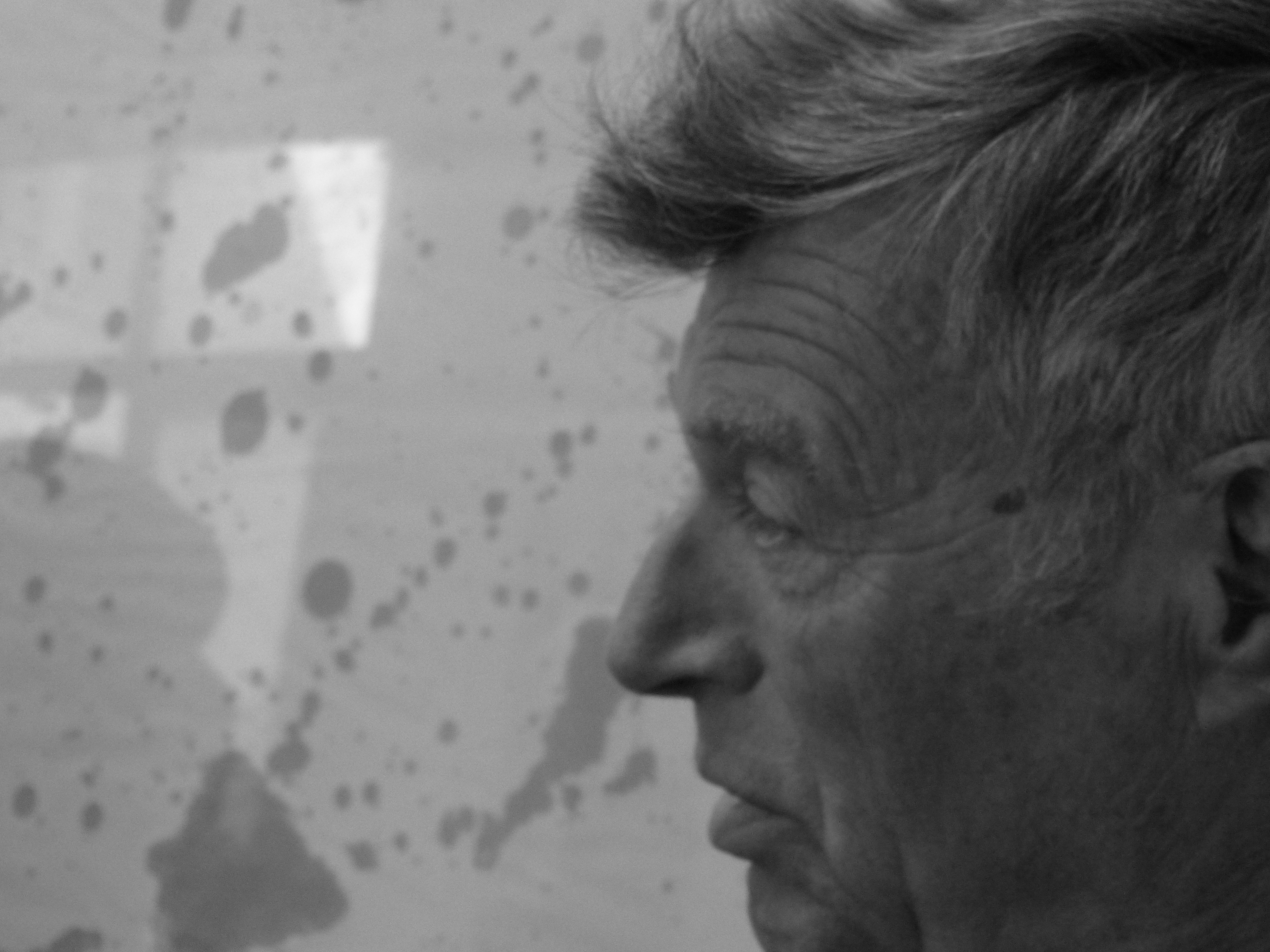
Jean-Pierre Bertrand (2012)

Jean-Pierre Bertrand (* 1937 in Paris; † 29. Juni 2016 ebenda) war ein französischer Maler und Installationskünstler.

## Leben
Zu Beginn seiner Karriere war Bertrand Kameramann, Filmemacher und Schauspieler. 1965 begann er sich der bildenden Kunst zu widmen. 1970 hatte er seine erste Soloausstellung in den Städtischen Kunstsammlungen Ludwigshafen. Sein Interesse für das Kino erweiterte er durch Fotografie, Malerei, Zeichnung und Installationen. Jean-Pierre Bertrand hat in zahlreichen international renommierten Museen ausgestellt.

## Filmografie (Auswahl)
- 1964: Der Gendarm von St. Tropez (Le Gendarme de Saint-Tropez)

## Ausstellungen (Auswahl)
- 1984: Magiciens De La Terre Centre Georges-Pompidou, Paris
- 1985: 18. Biennale von São Paulo
- 1987: 1. Istanbul Biennale
- 1992: documenta IX, Kassel
- 1999: 48. Biennale di Venezia mit Huang Yong Ping, Venedig
- 2006: Art France Berlin: Peintures/Malerei Martin-Gropius-Bau, Berlin
- 2011: Biennale de Montréal